# Юдит Чешская (княгиня Польши)
Юди́т Че́шская (1056, Прага — 25 декабря 1086, Плоцк) — чешская княжна из династии Пржемысловичей, в замужестве княгиня польская.

## Биография

### Семья
Юдит была второй из четырёх детей чешского князя Вратислава II от его второй жены Аделаиды Венгерской, дочери короля Венгрии Андраша I. Она была названа в честь бабушки по отцовской линии Юдит фон Швейнфурт, которая умерла вскоре после её рождения. Другими детьми были Бржетислав II, Людмила (позже монахиня) и Вратислав, который погиб в бою в молодом возрасте.
Дядя Юдит, князь Спытигнев II, умер в 1061 году, и ему наследовал его брат Вратислав II. В 1062 году — год спустя — герцогиня Аделаида умерла. Герцог Вратислав II повторно женился в 1063 году на Светославе, дочери князя Казимира I Польского. От этого брака у Юдит было пять единокровных братьев и сестер: Болеслав Оломоуцкий, который умер незадолго до своего отца, Борживой II, Владислав I, Собеслав I Ольдржих и Юдит, впоследствии жена графа Вирпехта II из Гройча, бургграфа Магдебурга.

### Брак
В 1080 году Юдит вышла замуж за польского князя Владислава I Германа (племянника своей мачехи), чтобы укрепить недавно созданный чешско-польский союз. Согласно данным современных событиям историков, княгиня Юдит занималась благотворительностью, помогала нуждающимся, улучшала условия содержания заключённых. После почти пяти лет бездетного брака возросла необходимость в наследнике:

Поскольку она была бесплодна — она со слезами молилась Богу каждый день, приносила жертвы, помогала вдовам и сиротам, также щедро одаряла золотом и серебром монастыри, приказывала священникам молиться святым и благодати Божьей послать ей ребёнка.
10 июня 1085 года Юдит с супругом присутствовала на коронации своего отца, князя Вратислава II, королевской короной. Через год, 20 августа 1086 года, она родила долгожданного сына и наследника, будущего Болеслава III Кривоустого. Однако герцогиня не оправилась от последствий родов и четыре месяца спустя, 25 декабря, умерла.
Три года спустя, в 1089 году, её муж второй раз женился на вдове дяди Юдит, короля Шаламона Венгерского, Юдит Немецкой, которая стала известна как София Польская, чтобы отличать её от первой жены Владислава.